# Pràidids
Els pràidids (Praydidae) són una família de lepidòpters ditrisis de la superfamília dels iponomeutoïdeus (Yponomeutoidea).
Dins d'aquesta família es troba l'arna de l'olivera (Prays oleae), una espècie que ataca a les oliveres i que causa danys econòmics.

## Taxonomia
La família Praydidae inclou 47 espècies repartides en 3 gèneres:
- Atemelia Herrich-Schäffer, 1853
- Prays Hübner, 1825
- Distagmos Herrich-Schäffer, 1853